# トゥブレ
トゥブレ（イタリア語: Tubre ; ドイツ語: Taufers im Münstertal タウファース・イム・ミュンスタータール）は、イタリア共和国トレンティーノ＝アルト・アディジェ州ボルツァーノ自治県にある人口約1,000人の基礎自治体（コムーネ）。

## 地理
隣接するコムーネは以下の通り。括弧内のCH-GRはスイス・グラウビュンデン州所属を示す。
- グロレンツァ
- マッレス・ヴェノスタ
- プラート・アッロ・ステルヴィオ
- Scuol (CH-GR)
- ステルヴィオ
- Val Müstair (CH-GR)

## 言語
2011年に行われた、住民がドイツ語・イタリア語・ラディン語のいずれの「言語集団」に属するかの調査によれば（ボルツァーノ自治県#言語集団調査参照）、住民の約98%がドイツ語話者である。
| 言語集団調査（2011年） | 言語集団調査（2011年） | 言語集団調査（2011年） | 言語集団調査（2011年） | 言語集団調査（2011年） |
| ---------------------- | ---------------------- | ---------------------- | ---------------------- | ---------------------- |
|                        |                        |                        |                        |                        |
| ドイツ語               | ドイツ語               |                        | 97.85%                 | 97.85%                 |
| イタリア語             | イタリア語             |                        | 2.15%                  | 2.15%                  |
| ラディン語             | ラディン語             |                        | 0.00%                  | 0.00%                  |